# Roberto Ciufoli
Roberto Ciufoli (Roma, 1º marzo 1960) è un comico e attore italiano.

## Biografia
Comincia la sua avventura artistica nel 1981 fondando con altri nove colleghi, tra i quali Massimo Popolizio, Pino Insegno, Fabio Ferrari, Claudio Insegno, Francesca Draghetti e Massimo Cinque, l'Allegra Brigata, con la quale condividerà cinque spettacoli e due edizioni del G. B. Show. Contemporaneamente termina gli studi e si diploma all'ISEF nel 1983.
Nel 1986, con Francesca Draghetti, Tiziana Foschi e Pino Insegno, forma il gruppo comico Premiata Ditta che esordisce in Rai partecipando alle trasmissioni Pronto, chi gioca? e Pronto, è la Rai? vero e proprio trampolino di lancio del quartetto comico verso la popolarità. Successivamente partecipano a numerose trasmissioni per le reti Rai tra cui Jeans 2 e Chi tiriamo in ballo?, mentre nei primi anni novanta partecipano a trasmissioni più popolari come E saranno famosi e Ricomincio da due entrambi in onda su Rai 2. In seguito partecipano ad altre trasmissioni come I cervelloni condotta da Paolo Bonolis su Rai 1, e Vita da cani in onda su Rai 2.
Il grandissimo successo arriva all'inizio degli anni 2000 con la sitcom Finché c'è ditta c'è speranza e con il programma Premiata Teleditta, in cui il quartetto si esibisce interpretando in maniera irriverente le produzioni televisive di successo del periodo[2]. Il programma ebbe un buon successo e fu riproposta una seconda serie nel 2001. Nel 2004 è attore per le serie TV Don Matteo 4, Don Bosco e Diritto di difesa. Nell'autunno 2005 torna in Mediaset con lo spettacolo comico Premiata Teleditta nuovamente assieme alla Premiata Ditta e partecipa alla seconda edizione de La talpa, dove arriva in finale e si classifica al secondo posto al televoto per la vittoria contro Gianni Sperti.
Nel 2015 è uno dei concorrenti di Si può fare!, ma è costretto a ritirarsi a causa di un infortunio avvenuto durante le prove del programma. Nel 2016 è in scena al Teatro Eliseo con Americani - Glengarry Glen Ross di David Mamet diretto da Sergio Rubini con Gianmarco Tognazzi, Francesco Montanari, Gianluca Gobbi e Giuseppe Manfridi. Nel 2017 è in tour con Sabbie Mobili diretto da Alessandro Benvenuti e contemporaneamente impegnato nelle riprese della serie TV Rocco Schiavone. 
Nel 2021 partecipa alla quindicesima edizione de L'isola dei famosi, condotta da Ilary Blasi, venendo eliminato in semifinale al televoto di ripescaggio per la finale contro Beatrice Marchetti e Isolde Kostner. Nel 2024 è tra i concorrenti di Tale e quale show piazzandosi al nono posto.

### Vita privata
Nel marzo 2011 si è sposato con Theodora Bugel, con la quale conviveva da sette anni.

## Filmografia

### Cinema

Roberto Ciufoli negli anni 90

- Night Club, regia di Sergio Corbucci (1989)
- Klon, regia di Lino Del Fra (1992)
- L'assassino è quello con le scarpe gialle, regia di Filippo Ottoni (1995 anche sceneggiatura e soggetto)
- I miei più cari amici, regia di Alessandro Benvenuti (1997)
- Notte prima degli esami - Oggi, regia di Fausto Brizzi (2007)
- Ti stramo - Ho voglia di un'ultima notte da manuale prima di tre baci sopra il cielo, regia di Pino Insegno e Gianluca Sodaro (2008)
- The Answer, la risposta sei tu, regia di Ludovico Fremont (2016)
- Ciao Brother, regia di Nicola Barnaba (2016)
- Un nemico che ti vuole bene, regia di Denis Rabaglia (2018)

### Televisione
- I ragazzi della III C - serie TV (1989)
- Finché c'è ditta c'è speranza - sitcom (1999-2002) – anche soggetto e sceneggiatura
- Gian Burrasca - film TV (2002)
- Don Matteo 4 - serie TV (2004)
- Diritto di difesa - serie TV (2004)
- Don Bosco - miniserie TV (2004)
- Incantesimo - soap opera (2007)
- Liberi di giocare - miniserie TV (2007)
- Crociera Vianello - film TV (2008)
- Distretto di Polizia - serie TV, episodio 11x04 (2011)
- Switch - pilot (2013) di Cristopher Armando Verrocchio
- Con il sole negli occhi - film TV (2014)
- Rocco Schiavone - serie TV, episodio 2x01-2x04-6x01 (2018, 2025)
- Enrico Piaggio - Un sogno italiano, regia di Umberto Marino - film TV (2019)

### Cortometraggi
- Klunni - The Clown, regia di Francesca Conte e Sara Colonnelli (2019)

## Teatro

### Con la Premiata Ditta
- Gallina vecchia fa buon Broadway
- Baci da Broadway
- Preferisco ridere 1
- Preferisco ridere 2
- Non solo Bbiutiful
- Preferisco ridere 3
- Sottosopra
- Soap
- Sottosopra 2
- Facciamo 31

### Solista
- T'insegno un par de ciufoli regia di Roberto Ciufoli e Pino Insegno
- Un marito per due, regia di Claudio Insegno
- Come pritti uoman, regia di Francesco Bellomo
- Diversamente giovani
- La libertà è un colpo di tacco, regia M. Rutelli
- Falstaff e le allegri comari di Windsor, regia Andrea Buscemi
- Nemici di casa, regia Pino Ammendola
- La casa di famiglia, regia di A. Fornari
- Santa Giovanna dei macelli, regia di Luca Ronconi
- Lunedì non riposo
- Vieni avanti cretino!, regia di Pier Francesco Pingitore (2007)[3]
- Aladin - Il musical, regia di Fabrizio Angelini (2011) Ruolo: Genio
- Assolo di coppia con Tiziana Foschi (2013)[4]
- Diversamente giovani con Tiziana Foschi (2014), regia di Massimiliano Vado e Luca Manzi[5]
- Tutto alla rovescia di Aldo Alatri (2014) Regista
- OH!DISS’EA (2015)
- Forbici follia (2014-2016)
- Ti amo... o qualcosa del genere, regia Diego Ruiz (2015-2016)
- Americani - Glengarry Glen Ross" (2016) di David Mamet, regia di Sergio Rubini)
- Tipi (2016-2017)
- Paradiso 2.0 (2016- 2017) regia di Nicoletta Robello Bracciforti
- Sabbie Mobili (2017) regia di Alessandro Benvenuti
- A Christmas Carol (dal 2018) regia di Fabrizio Angelini
- Ulisse da Troia a Itaca ci ha messo tanto (2024)

## Programmi televisivi

### Con la Premiata Ditta
- 1986 - Pronto, chi gioca? (Rai 1)
- 1987 - Pronto, è la Rai? (Rai 1)
- 1987 - Jeans (Rai 3)
- 1988 - Chi tiriamo in ballo? (Rai 2)
- 1988 - Domani sposi (Rai 1)
- 1990 - ... E saranno famosi (Rai 2)
- 1991 - Ciao Weekend (Rai 2)
- 1991 - Ricomincio da due (Rai 2)
- 1993 - Cinema Insieme (Rai 1)
- 1995 - Vita da cani (Rai 2)
- 1995 - I cervelloni (Rai 1)
- 1996 - Buona Domenica (Canale 5)
- 1996/1998 - Campioni di ballo (Rete 4)
- 1997 - Trenta ore per la vita (Reti Mediaset)
- 1998 - A tutta festa! (Canale 5)
- 2000 - Premiata Teleditta (Canale 5)
- 2000 - Zecchino d'Oro (Rai 1) con Pino Insegno
- 2001 - Premiata Teleditta 2 (Canale 5)
- 2002 - Telematti (Italia 1)
- 2003 - Oblivious (Italia 1)
- 2005 - Premiata Teleditta 3 - Non sono repliche (Italia 1)
- 2006 - Premiata Teleditta 4 (Lo strano caso del Dottor Jeckill e Mr Hyde, 007, Excalibur, Pulp Fiction e Supereroi) (Italia 1)
- 2007 - Tutto Ditta (Italia 1)
- 2008 - Vieni avanti cretino! (Rete 4) - solo con Pino Insegno
- 2025 - Facci ridere (Rai 2) - solo con Pino Insegno

### Solista
- 2003-2004 - Zecchino d'Oro, (Rai 1)
- 2005 - La Talpa, (Italia 1) - Concorrente
- 2006 - Ciufoli tra le stelle, con Tiziana Foschi (Sky Cinema)[6]
- 2006 - Takeshi's Castle, con Faber Cucchetti (GXT)
- 2008 - Vieni avanti cretino!, con Pino Insegno (Rete 4)
- 2013 - Avanti un altro!, (Canale 5) - Quiz televisivo - concorrente
- 2015 - Si può fare! (Rai 1) - Programma TV
- 2021 - L'isola dei famosi 15 (Canale 5) - Reality show - concorrente
- 2021 - Tutta un'altra storia (Alma TV)
- 2024 - Tale a quale show (Rai 1) - concorrente

## Doppiaggio

### Film
- Mark Williams in La carica dei 101 - Questa volta la magia è vera
- Thomas Robins in Il Signore degli Anelli - Il ritorno del re
- Patrick Tse in Shaolin Soccer

### Film d'animazione
- Topo #2 ne La gabbianella e il gatto
- Piglio in Galline in fuga e Galline in fuga - L'alba dei nugget
- Orazio ne La carica dei 101 II - Macchia, un eroe a Londra
- Farin ne L'isola degli smemorati
- Marshall ne L'era glaciale 4 - Continenti alla deriva

### Serie animate
- Zio Raviolo in Pucca[7]
- Gaby in Aia!

## Pubblicità
- Poste Italiane (2024-)[senza fonte]